# Ричи Райан
Ричард (Ричи) Райан (англ. Richie Ryan) — персонаж сериала «Горец». Ричарда сыграл актёр Стэн Кирш.

## Биография
Герой представлен в пилотном эпизоде «The Gathering» (1992) как молодой, быстро говорящий мелкий воришка, родившийся в США в 1974 году. Его жизнь делится на «до» и «после», когда он узнает про существование бессмертных — людей, рождённых с внутренней энергией, которая делает их нестареющими и неуязвимыми после того, как они умирают от насильственной смерти. Сам Ричард, как узнается позже, также является одним из бессмертных.
Несмотря на название, бессмертные всё же могут умереть навсегда, если обезглавить их. Ричи знакомится с Дунканом Маклаудом (сыгранным Адрианом Полом) — бессмертным, родившимся много веков назад в Шотландском нагорье. Тот берёт его под своё «покровительство», делая своим учеником и одновременно другом. У Дункана есть возлюбленная, которая является простой смертной, — Тесса Ноэль (сыгранная Александрой Вандернот).
Ричард работал помощником в антикварном магазине, продавцом подержанных авто. Увлекался мотогонками.
Убит человеком, пытавшимся ограбить Ричи и Тессу. Ричи воскрес, а возлюбленная Маклауда умерла.

## Ричи в Игре
Оружие — Испанская рапира (которая сломалась в поединке с Харешем Клэем), позднее — Меч Грэма Эша.
Бессмертные, обезглавленные Ричи:
1. Мако (12-я серия 2-го сезона);
2. Кристов (18-я серия 3-го сезона);
3. Майки (3-я серия 4-го сезона);
4. Картер Велан (2-я серия 5-го сезона);
5. Алек Хилл (7-я серия 5-го сезона);
6. Вильям Калбрайт (9-я серия 5-го сезона).